# La Geneta
La Geneta (popularment sa Geneta) és un accident orogràfic de la costa de Calvià situat a la localitat d'Illetes, entre la Punta de la Grava i Cala Brogit, que és apte pel bany.
Just a sobre hi ha l'Hotel Albatros, i l'accés és per un mirador adjacent que connecta amb el Passeig d'Illetes. A pocs metres al sud hi ha una zona de bany similar dita el Genetó.